# Lancia LC2
Chronologie des modèles (1983-1991)
Lancia LC1 Aucun
La Lancia LC2 est une voiture coupé de course de la catégorie Groupe C construite par Lancia pour permettre à son équipe officielle, la Scuderia Lancia, de concourir en Championnat du monde des voitures de sport et aux 24 Heures du Mans.
À la suite de la décision du Martini Racing de s'engager en Championnat du monde des rallyes pour la saison 1986, Lancia met fin à son engagement en Endurance.

## Historique
Après les victoires au Championnat du Monde des Voitures de Sport 1980 et 1981 remportées avec la Lancia Beta Montecarlo Turbo en Groupe 5, le constructeur turinois prépare une nouvelle voiture pour concourir en 1982, le prototype LC1 en Groupe 6, propulsé par le même moteur de 1,4 litre que la Beta Montecarlo. La LC1 n'a cependant pas été conçue selon la réglementation du Groupe C, la nouvelle catégorie introduite par la FIA en 1982, étant une voiture de sport ouverte et non pas un coupé comme la Porsche 956. De plus, son moteur ne répond pas aux contingences imposées par la nouvelle réglementation. 
Après la saison de coexistence entre le nouveau Groupe C et l'ancien Groupe 6 « jusqu'à 2 litres », la Lancia LC1 est considérée comme dépassée et, pour contrer l'hégémonie de Porsche, Lancia doit concevoir en 1983 un nouveau prototype sportif fermé, la LC2 qui porte le nom de code projet "Abarth SE036". 
Pour le Championnat du monde des voitures de sport 1983, Lancia passe au Groupe C, catégorie réservée aux voitures sport-prototypes fermées qui impose une limite à la consommation de carburant. Le moteur de la Lancia LC1 ne répond pas aux contingences imposées par la nouvelle réglementation. En l'absence d'un moteur disponible apte à concurrencer Porsche qui avait déjà testé son moteur sur la 936/81, Lancia et Ferrari faisant désormais partie de la constellation FIAT, le moteur V8 de 3 litres à quatre soupapes par cylindres de la Ferrari 308 GTBi va servir de base à la conception d'un 2,6 litres alimenté par 2 turbocompresseurs KKK afin de conserver de la puissance tout en limitant la consommation. Ce nouveau moteur 2,6 litres V8 à 90°, conforme à la réglementation du Groupe C, a été conçu par Lancia, construit par Ferrari et préparé par Abarth, il dispose de 4 soupapes par cylindre actionnées par des doubles arbres à cames en tête pour une cylindrée de 2 599 cm3. 
Comme ses devancières, le châssis monocoque de la LC2 en aluminium avec une structure en nid d'abeilles et la carrosserie en kevlar et fibre de carbone sont réalisés chez Dallara. Tout au long de sa carrière, la LC2 va bénéficier de nombreuses adaptations notamment au niveau de ses éléments aérodynamiques et de son moteur. Sept châssis sont construits pour l'usage de l'écurie officielle, deux autres seront destinés à l'écurie privée Gianni Mussato après le retrait de Lancia du championnat WSC. 
La LC2 débute à domicile, à Monza, où elle signe la pole position mais ne peut faire mieux que de terminer à la 9e place, à douze tours de la Porsche victorieuse. Des problèmes de pneumatiques, tant avec les gommes Pirelli que Dunlop vont pénaliser le début de saison de Lancia. Il faut attendre la cinquième épreuve de l'année, à Spa-Francorchamps, pour qu'une Lancia reçoive le drapeau à damiers. À Brands Hatch, Riccardo Patrese-Michele Alboreto terminent quatrième puis le duo Teo Fabi-Hans Heyer signe la première victoire de la LC2 à Imola, aidés par le non-engagement de Porsche. Lancia décroche deux secondes places consécutives au Mugello et à Kyalami, ce qui lui permet de terminer seconde au championnat du monde derrière Porsche.
Pour le Championnat du monde des voitures de sport 1984, la LC2 est revue au niveau des suspensions afin de mieux tirer profit des pneus Dunlop. La cylindrée du moteur est portée à 3 014 cm3 (Alésage 84,0 mm / Course	68,0 mm) développant 680 Ch en course.
(NDR : Une voiture du Groupe C est définie comme : une voiture coupé deux places construite en bloc, destinée aux courses sur circuit, dont la cylindrée n'a pas d'impact. Le règlement du Groupe C imposait les dimensions type et une limite de consommation en course de 60 litres aux 100 km. Pour les essais de qualification ou dans les phases de dépassement pendant la course le pilote pouvait augmenter la pression des turbocompresseurs à sa discrétion via un "overboost" réglable. Le moteur de la Lancia LC2 pouvait atteindre des puissances de l'ordre de 850 à 1.000 Ch).
La saison débute par un podium à Monza et une pole position à Silverstone. Aux 24 heures du Mans 1984, Bob Wollek signe la pole position et Alessandro Nannini le record du tour. Ils mènent l'épreuve pendant 144 tours et terminent huitièmes. Lancia réalise un doublé à Kyalami (victoire de Nannini-Patrese) qui ne lui permet pas de rattraper Porsche au classement général, une nouvelle fois, Lancia échoue à la seconde place.
En 1985, les pneus Dunlop sont remplacés par des Michelin qui permettent à la LC2 de décrocher la pole position au Mugello mais la voiture ne prend finalement pas le départ. Les Lancia sont totalement éclipsées par les Porsche à Monza mais Alessandro Nannini obtient la pole à Silverstone avant de devoir à nouveau renoncer. Aux 24 heures du Mans 1985, les LC2 ne peuvent faire mieux que sixième (Wollek-Nannini) et septième (Pescarolo-Baldi). Un souci mécanique contraint les voitures à abandonner à Hockenheim mais Lancia signe enfin sa première victoire à Spa-Francorchamps avec Wollek-Baldi-Patrese. Cette victoire est toutefois chanceuse puisque la course est arrêtée prématurément après l'accident mortel de Stefan Bellof. Si les LC2 se classent troisième et quatrième aux 1 000 kilomètres de Brands Hatch 1985, Lancia s'incline à nouveau derrière Porsche au championnat. La Squadra Corse HF Lancia, après trois tentatives infructueuses pour prendre le dessus sur Porsche, s'avoue vaincue et se tourne à nouveau vers les rallyes, où elle va s'imposer avec la Lancia Rally 037.

## Palmarès

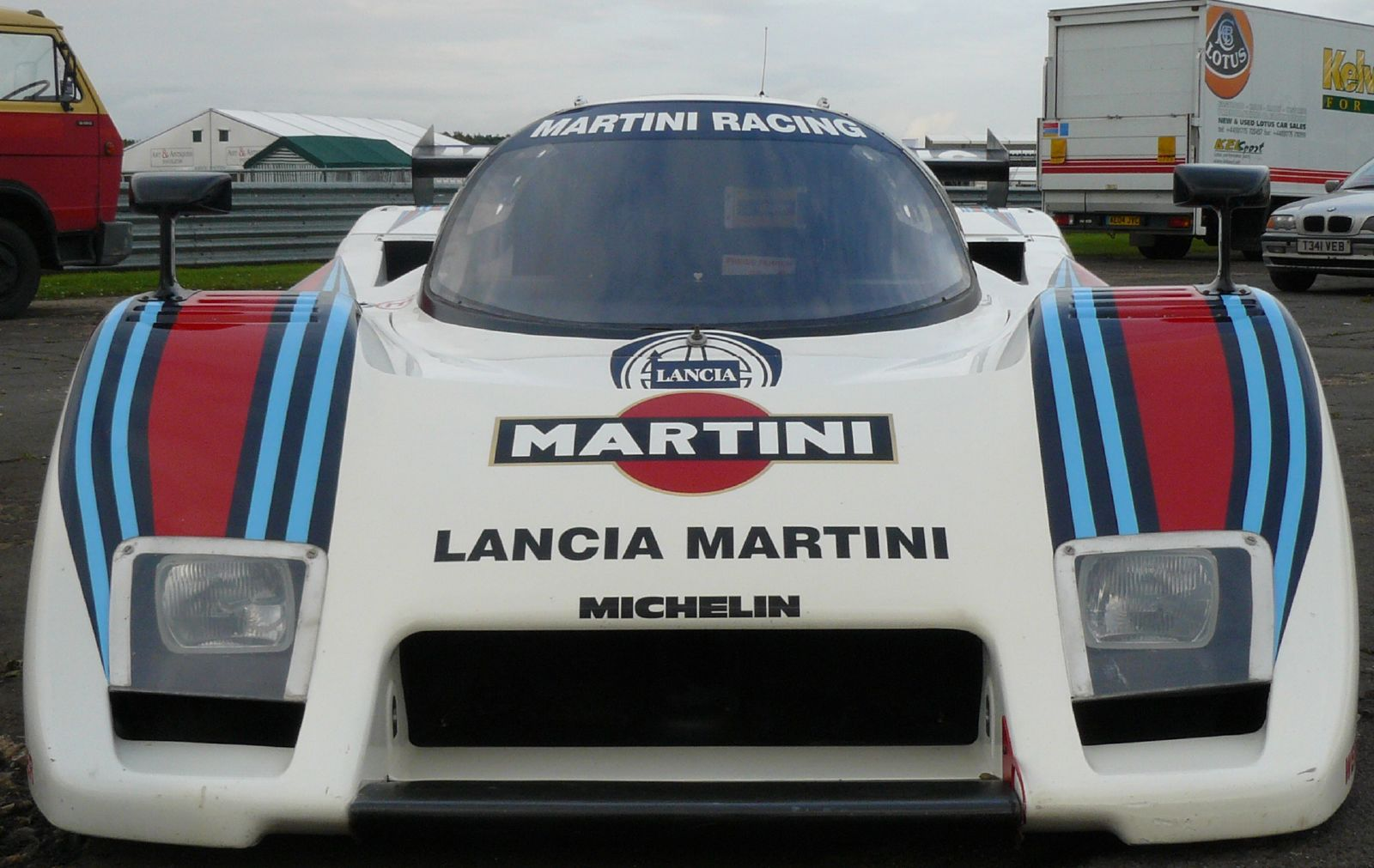
La LC2 au Silverstone Classic en 2007

- Championnat du monde des voitures de sport : 
  - Vainqueur des 1 000 kilomètres d'Imola en 1983
  - Vainqueur des 1 000 kilomètres de Kyalami en 1984
  - Vainqueur des 1 000 kilomètres de Spa en 1985
- 24 Heures du Mans
  - six participations entre 1983 et 1991
  - Le meilleur résultat est une sixième place en 1985
- Record de vitesse
  - 387 et 398 km/h en préparation de la course du Mans 1983[7]
- Meilleurs tours en course
  - 1 000 kilomètres de Silverstone 1983 - Riccardo Patrese - 1'18"39 à 216,698 km/h[8],
  - 1 000 kilomètres de Monza 1984 - Riccardo Patrese - 1'38"0 à 213,061 km/h[9],
  - 24 Heures du Mans 1984 - Alessandro Nannini - 2'38"09 à 234,818 km/h[9],
  - 1 000 kilomètres de Brands Hatch 1984 - Bob Wollek - 1'21"03 à 186,872 km/h[9],
  - 1 000 kilomètres d'Imola 1984 - Mauro Baldi - 1'37"84 à 185,446 km/h[9],
  - 1 000 kilomètres de Kyalami 1984 - Riccardo Patrese & Alessandro Nannini - 1'1618 à 193,941 km/h[9],
  - 1 000 kilomètres du Mugello 1985 - Riccardo Patrese - 1'45"79 à 186,872 km/h[10],
  - 1 000 kilomètres de Monza 1985 - Riccardo Patrese - 1'40"04 à 208,718 km/h[10],
  - 1 000 kilomètres de Brands Hatch 1985 - Andrea De Cesaris - 1'19"11 à 191,407 km/h[10],

## Production
En 1982 et 1983, Lancia a fabriqué 4 exemplaires de la LC1 et 9 exemplaires de la LC2 de 1983 à 1991 :
- les 4 premiers châssis ont été construits pour la saison 1983 du Groupe C. Trois châssis pour l'écurie officielle Martini Racing, et un châssis (#0004) pour l'équipe Mirabella Racing,
- en 1984, 2 voitures ont été construites selon les nouvelles spécifications FIA, les châssis n° 0005 et n° 0006, pour Martini Racing. Les voitures de la saison précédente ont été mises en conformité selon les nouvelles spécifications,
- en 1985, le dernier châssis (#0007) de l'équipe d'usine a été fabriqué. L'écurie Lancia - Martini Racing s'est retirée du Championnat du Monde d'Endurance en 1986, se concentrant sur le Championnat du Monde des Rallyes avec la Lancia Rally 037
- le châssis de la voiture (#0003) de l'équipe Geest a été accidenté en 1986, il a été reconstruit en 1987, recevant la désignation (#0003B).
- 2 dernières voitures ont été construites pour l'équipe Gianni Mussato, le châssis (#0008) en 1989 et le châssis (#0009) en 1991.

## La Lancia LC2 des écuries privées
- Pour la saison 1986, la Scuderia Lancia n'engage qu'une seule voiture en compétition. Aux 360 kilomètres de Monza 1986, Alessandro Nannini accompli le meilleur tour de la course en 1'36"96 à la moyenne de 215,347 km/h. L'équipage Andrea De Cesaris-Nannini arrache la deuxième place, à 49 secondes de la Porsche 962C. Aux 1 000 km de Silverstone la voiture abandonne par suite d'un dysfonctionnement de la pompe à essence. Lancia jette alors l’éponge et aucune des deux voitures inscrites aux 24 Heures du Mans ne fera le déplacement. Une voiture est vendue à l'écurie "Sponsor Guest Team" qui va faire quelques apparitions en Championnat d'Endurance Interséries et décroche une 4e place en Supercup au Nürburgring, son meilleur résultat.
- En 1987, le seul engagement notable est celui de l'écurie Mussato Action Car aux 500 km de Kyalami et se classe septième.
- En 1988, les écuries italiennes Mussato Action Car et Dollop Racing ont engagé une Lancia LC2 (#24) aux Championnat du monde des voitures de sport C1 pilotée par Andrea De Cesaris et Christian Danner. Aux 1 000 kilomètres de Monza, ils ont dû abandonner au 11e tour à cause d'une panne des 2 turbocompresseurs KKK. C’est ensuite le Dollop Racing qui engagera une voiture qui enchaînera les abandons, notamment aux 24 heures du Mans avec l'équipage Marrozzo, Frey et Randaccio.
- En 1989, l'écurie Mussato Action Car ne finira aucune course et ne parviendra pas à qualifier sa voiture aux 24h du Mans. En 1990, la voiture se qualifiera mais abandonnera.

Lancia a fabriqué 9 exemplaires de la LC2. Plusieurs voitures des écuries officielles sont exposées dans des musées mais aucun des exemplaires des écuries privées n'a été détruit. Il n’est donc pas étonnant de les voir tourner encore de nos jours.

## Utilisations ultérieures
En 1988, l'ingénieur Claudio Lombardi a poursuivi le développement du moteur V10 Alfa Romeo V1035 sur piste, en l'installant dans une Lancia LC2, achetée à l'écurie Mussato et modifiée à l'arrière pour accueillir ce moteur, nommé Abarth SE047,.

## Avis des pilotes après l'arrêt des Lancia LC2
Quelques années après l'arrêt de la participation de Lancia au Championnat du monde des voitures de sport, 3 pilotes des Lancia LC2 de l'époque ont été interviewés par un journaliste de la revue italienne AutoSprint (site : autosprint.corrieredellosport.it) avec comme thème : « Que vous rappelez-vous du LC2 ? ». Le texte en italien a été publié le 30 mars 2013. Quelques extraits :
- Alessandro Nannini : "Nous avions beaucoup plus de chevaux que les Porsche, c'est pourquoi nous étions toujours devant durant les essais. Malheureusement, en course, il y avait le revers de la médaille, une faible fiabilité et aussi des problèmes avec les freins. À Nuremberg, je me souviens que le système a cédé après seulement dix tours. La LC2 était une voiture plus adaptée aux courses de six heures.
Je me souviens d'une séance d'essais sur la piste du circuit de Balocco pour préparer les 24 Heures du Mans. Nous avons fait une vraie simulation de course et à sept heures du matin, à la fin de la ligne droite la plus rapide suivie d'un virage à gauche, à 350 km/h, la suspension arrière droite a cédé et j'ai littéralement décollé. La voiture a volé sur des dizaines de mètres."
- Riccardo Patrese : "Je ne me souvenais pas avoir gagné les 1 000 kilomètres de Spa 1985 avec la Lancia LC2. Je l'ai appris grâce à une maquette qu'ils m'ont fait dédicacer".
- Piercarlo Ghinzani : "À l'époque, seul le nom Lancia était mentionné, mais en réalité le châssis était dû à Dallara, le moteur était un Ferrari revisité par Abarth et l'assemblage de l'ensemble était réalisé par Lancia sous la direction de Gianni Tonti. De plus, Pirelli a joué un rôle fondamental dans le développement de la voiture grâce à Mezzanotte et Turchetti. Sur la piste pour nous diriger, il y avait le génial Cesare Fiorio. La voiture était bien née, surtout au niveau du moteur. Pour le reste, la carrosserie visait à optimiser l'effet de sol, étant donné que la LC2 était, à tous égards, une wing car sans jupes latérales. À l'avant, il avait un fond plat, tandis que le profil de l'aile commençait à la hauteur du dos du pilote. De nombreux tests ont été consacrés à l'étanchéité de la voiture aux perturbations extérieures et le saut qualitatif s'est produit lorsque deux échancrures creusées sur les flancs ont été ajoutées, ce qui a augmenté la dépression et a attaché la LC2 à la piste, en particulier dans les virages. A tel point que lors de mes débuts à Monza en 1983, je me suis immédiatement présenté avec une étonnante pole position. Nous aurions gagné cette course en battant toutes les Porsche, s'il n'y avait pas eu un malentendu entre Dallara et Pirelli, qui ont conçu des pneumatiques à partir de données de charge inférieures aux valeurs réelles. En termes simples, les enveloppes ne supportaient pas le stress et se décollaient. C'est précisément une explosion de pneu qui m'a empêché de gagner, dommage.
Au cours de l'hiver 1982, sur la piste Ferrari de Fiorano, le "commendatore" Enzo Ferrari m'a tout de suite dit : « Avec mon moteur V8 tu auras de grandes satisfactions, tu gagneras beaucoup de courses ». En fait, j’ai tout de suite compris que la puissance était tout simplement effrayante. Jusqu'à 4 000 tr/min le moteur était mort, puis avec le biturbo en action il passait soudainement de 200 à plus de 750 chevaux à 8 000 tr/min. On ressentait une poussée fantastique, une claque qui donnait de l'adrénaline et la fierté d'en être le pilote.
Le défi lancé à Porsche n'a pas été complètement gagné. Pourquoi? Pour 2 raisons fondamentales, tout d'abord, en endurance, les allemands disposaient depuis un quart de siècle d'une équipe officielle très expérimentée, alors que nous faisions simplement nos débuts dans cette spécialité. Nous avons utilisé 3 moteurs différents, alors que les allemands avaient continué à courir pendant des décennies avec le même flat-6 fiabilisé. Un vrai tracteur, extrêmement fiable et économe en carburant. Lancia aurait eu besoin d'un effort plus important et de plus de temps pour démontrer son véritable potentiel. Le moteur Ferrari V8 n'a pas été conçu pour consommer peu, mais pour donner un maximum de puissance. En fait, Lancia a souffert d'un manque de moyens et d'expérience pour faire de la LC2 une voiture complètement fiable capable de surpasser les Porsche. La voiture était conceptuellement plus avancée que ses rivales allemandes 956 et 962. Au volant d'une Porsche, j'ai gagné les 1 000 kilomètres de Kyalami 1984 et les 1 000 kilomètres de Fuji 1986 mais je préfère largement les sensations et la satisfaction que j'ai connues avec cette merveilleuse voiture qu'était la Lancia LC2 et son fantastique moteur biturbo Ferrari."